# MG Motor
MG Motor UK Limited (MG Motor) este o companie de automobile deținută de SAIC Motor UK, cu sediul la Londra, deținută de producătorul auto de stat chinez SAIC Motor, cu sediul în Shanghai. MG Motor proiectează, dezvoltă și comercializează mașini vândute sub marca britanică MG, în timp ce producția de vehicule are loc la fabricile sale din China, Thailanda și India. Designul mașinilor a fost inițial conceput de MG Motors în uzina Longbridge din Birmingham, dar acum cea mai mare parte a designului, dezvoltării și cercetării și dezvoltării are loc în laboratoarele SMTC, Londra.

## Modele
- MG3 (2024–prezent)
- MG ZS (2017–prezent)
- MG ZS EV (2019–prezent)
- MG HS (2018–prezent)
- MG EHS (2018–prezent)
- MG4 EV (2022–prezent)
- MG Cyberster (2023–prezent)